# Étienne Ponseillé
Étienne Ponseillé, né le 16 avril 1915 et mort le 11 mars 2002, est un homme politique français.

## Détail des fonctions et des mandats
Mandat parlementaire
- 19 juillet 1962 - 19 juillet 1968 : Député de l'Hérault